# Història del príncep predestinat
La Història del príncep predestinat és un antic relat egipci de l'època de l'Imperi Nou que ha sobreviscut parcialment en el revers del papir Harris 500.
El text narra la vida d'un príncep al qual se li profetitza una mort antinatural. George Ebers li va donar el nom del príncep encantat que s'utilitza juntament amb el del príncep condemnat i El príncep predestinat. Alguns estudiosos pensen que la resta era un final feliç i que la història hauria de ser anomenada "El príncep amenaçat per tres destinacions" o alguna cosa similar.

## Descripció
La història s'ha trobat en el revers del papir Harris 500, juntament amb La presa de Yapu, i està escrita en hieràtic. El papir data del regnat de Seti I o Ramsès II, i el relat no ha de ser molt anterior, ja que en aquesta època era un tema popular en el Mediterrani oriental.
No hi ha acord sobre quin gènere se li assigna: alguns egiptòlegs, com Emma Brunner-Traut, opinen que és un «conte de fades», opinió posada en dubte per uns altres, com Wolfgang Helck, que asseguren que tot escrit de l'antic Egipte tenia un propòsit, inclosa la poesia popular. D'altra banda, Henrike Simon classifica la història com una «novel·la cortesana», comparable a la saga medieval del Rei Artús.

## Sinopsi
El faraó estava molt trist perquè encara no havia tingut un fill, però els déus li van concedir el seu desig. Quan va néixer el príncep, Athor li va profetitzar la seva destinació: li donaria mort un gos, un cocodril o una serp. El faraó va construir una casa en el desert, i allí va transcórrer la vida del jove, aïllat de tots els possibles perills, encara que li va regalar un inofensiu cadell a petició del nen.
Quan el príncep va ser adult va decidir fer front a la seva destinació i va viatjar a l'estranger (al país de Nahrin, a l'Eufrates), on va arribar a obtenir la mà d'una princesa tancada en una alta torre en ser l'únic capaç d'arribar a la seva finestra, condició establerta pel seu pare per triar espòs. El príncep no li va dir al rei res sobre si mateix, va explicar que havia hagut de sortir de casa a causa de la seva madrastra, però li va explicar la història a la princesa. Aquesta es preocupava per ell, i va aconseguir salvar-lo d'una serp. Temps després el príncep va sortir a passejar amb el seu gos, i aquest va començar a parlar i li va dir que era la seva destinació. Fugint del gos va arribar a un llac, on va ser capturat per un cocodril que en lloc de matar-ho va exigir la seva ajuda per lluitar contra un dimoni. Aquí s'interromp el relat.